# Neil Gaiman
Pour les articles homonymes, voir Gaiman.
Œuvres principales
- Sandman
- Stardust
- Coraline
- L'Étrange Vie de Nobody Owens
- American Gods
- Good Omens

Neil Gaiman [niːl ˈɡeɪmən], né le 10 novembre 1960 à Portchester en Angleterre, est un auteur britannique de romans et de scénarios de bande dessinée vivant aux États-Unis. Auteur prolifique et polyvalent, il perce sur la scène de la fantasy anglo-saxonne grâce à sa série Sandman, publiée par DC Comics dans les années 1990.

## Biographie
(septembre 2024).
Neil Gaiman naît le 10 novembre 1960 à Portchester, dans une famille juive originaire de Pologne. Son arrière grand-père paternel quitte Anvers pour émigrer au Royaume-Uni avant 1914. Son grand-père s'installe à Portsmouth et fonde une chaine d'épiceries. Son père David Bernard Gaiman est promoteur immobilier, sa mère, née Sheila Goldman, est pharmacienne. Neil a deux jeunes sœurs, Claire et Lizzy. En 1965, sa famille déménage à East Grinstead, où ses parents ont étudié la dianétique au Centre de scientologie local. Son père est devenu une sommité dans le milieu scientologue ; une de ses sœurs travaille pour l'église de scientologie à Los Angeles. Neil lui-même n'est pas un scientologue tout en se disant solidaire de la religion de sa famille.
Dans sa jeunesse, il est très attiré par les comics. Après avoir vu certains de ses manuscrits refusés par plusieurs éditeurs, il commence en 1984 une carrière de journalisme qu'il abandonne trois ans plus tard. Il écrit alors son premier livre, la désormais très recherchée biographie du groupe Duran Duran (1984), ainsi que de nombreux articles pour Knave magazine (en). Il fait ses débuts littéraires en pastichant des auteurs qu'il aime : la biographie de Douglas Adams dans le style de Douglas Adams (1988), la nouvelle We Can Get Them for You Wholesale dans le style de John Collier, ou bien plus tard Study in Emerald (2004, récompensé par le prix Hugo) dans le style de H.P. Lovecraft. Il trouve finalement son propre style à l'âge de 26 ans en écrivant le roman graphique Violent Cases, illustré par Dave McKean, dont l'histoire reprend un épisode de son enfance.
Son intérêt pour les comics renaît lorsqu'il découvre, en 1984, le Swamp Thing d'Alan Moore, qui était alors en train de transformer le comic book en une œuvre littéraire à dimension psychologique. Profitant de son statut de journaliste, il se met à fréquenter les congrès de fantasy. C'est ainsi qu'il rencontre Alan Moore, qui l'initie à la technique du roman graphique. Gaiman rédige pour DC Comics la mini-série Orchidée noire, publiée en 1987. L'année suivante, Karen Berger, rédactrice en chef de DC Comics l'invite à créer sa propre version de Sandman, en réinventant un mensuel qui avait été populaire en 1974-76. Gaiman publie 75 numéros de Sandman entre 1988 et 1996.
Il collabore avec Terry Pratchett sur De bons présages (Good Omens)[source secondaire souhaitée].
Il écrit deux autres romans graphiques anglais avec son ami et collaborateur Dave McKean : Signal / Bruit (1993), suivi par Mr.Punch (1994)[réf. nécessaire].
Il a eu trois enfants avec son ex-femme Mary McGrath. Dans les années 1990, il s'installe avec elle dans une maison victorienne au Wisconsin, en pleine campagne. American Gods (2001) résulte du choc culturel qu'il a alors éprouvé en quittant l'Angleterre pour les États-Unis : il imagine que les immigrants apportent avec eux les divinités de leur pays d'origine pour ensuite les abandonner au fil des ans.
Il épouse Amanda Palmer le 2 janvier 2011. Le couple annonce son divorce en novembre 2022.
Depuis 2013, il attire l'attention du public sur le problème des réfugiés et travaille à aider ces derniers. En février 2017, il est nommé Ambassadeur de bonne volonté du HCR par l'Agence des Nations-Unies pour les réfugiés.

## Accusations d'agressions sexuelles
En juillet 2024, le média britannique Tortoise révèle dans un podcast que Neil Gaiman — qui se présentait publiquement comme un homme féministe, qui disait « croire les victimes » — est accusé par deux femmes d'agressions sexuelles. Les faits se seraient déroulés en 2002 et 2022 ; il est notamment question de « pénétrations sexuelles violentes et dégradantes  » d'après l'une des victimes,,. Le même mois, une troisième femme accuse également l'auteur d'agression sexuelle. Deux nouvelles victimes se déclarent début août,,, et fin août, Tortoise livre le témoignage d'une sixième victime.  
Alors que le podcast de Tortoise est très téléchargé, peu de grands médias relayent l'enquête, peut-être, selon les hypothèses d'Arrêt sur images, parce que l'information est tombée pendant l'été, parce que la stratégie médiatique de Gaiman est de ne pas prendre la parole sur le sujet, ou parce qu'il est protégé par son aura littéraire. Il dément les faits, mais Disney interrompt l’adaptation de son livre L’Étrange vie de Nobody Owens à la suite de ces accusations.
En janvier 2025, c'est cette fois la section Vulture du New York Magazine qui publie une enquête en exposant les témoignages de plusieurs victimes. À la suite de cette nouvelle enquête, de nombreux projets de l'auteur sont annulés par ses partenaires commerciaux, tels qu'une comédie musicale basée sur Coraline ; la maison d'édition Dark Horse Comics suspend par exemple sa collaboration avec Gaiman et annule la publication d'Anansi Boys.
Début février, Neil Gaiman et son ex-femme, sont poursuivis en justice pour viol et trafic d’êtres humains.

## Œuvres

### Comics et romans graphiques
- Série Angela, 4 numéros, créateur du personnage et scénario, dessin de Greg Capullo
- Série Orchidée noire (Black Orchid), scénario.
- Série Sandman, scénario.
- Signal / Bruit (Signal to Noise), 1992, dessin de Dave McKean.
- Mini-séries : La vie n'a pas de prix (Death: The High Cost of Living, 1993) et Le Choix d'une vie (Death: The Time of Your Life, 1996). Dessins de Chris Bachalo
- Neil Gaiman's Only the End of the World Again (Oni Press), 1994.
- Mr. Punch, 1995, dessin de Dave McKean.
- Le Jour où j'ai échangé mon père contre deux poissons rouges, 1997, aux éditions Delcourt, dessin de Dave McKean.
- La Dernière Tentation (The Last Temptation), 2001, coécrit avec Alice Cooper, dessin de Michael Zulli[21]
- Les Mystères du meurtre (Murder Mysteries), 2003, scénario, dessin de P. Craig Russell.
- Série 1602, 8 numéros, Marvel Comics, 2003-2004[22].
- Des loups dans les murs, 2003, aux éditions Delcourt, dessin de Dave McKean.
- Violent Cases (Violent Cases) 2006, aux éditions Au diable vauvert, roman graphique avec Dave McKean.
- Les Éternels, série en 6 numéros paru en septembre 2007 en français, aux éditions Panini. Avec l'aide de John Romita Jr au dessin, Neil Gaiman réexamine les personnages de Jack Kirby et définit le concept d'immortel.
- Coraline, adaptation en bande dessinée, ill. P. Craig Russell, trad. Patrick Marcel, 2009, aux éditions Au diable vauvert.
- Batman : qu'est-il arrivé au chevalier noir ? (en) (Whatever Happened to the Caped Crusader ? ), 2009
- Mes cheveux fous (Crazy Hair) 2006, aux éditions Au diable vauvert, roman graphique avec Dave McKean.
- Par bonheur le lait, 2013 (Fortunately, the milk) ; aux éditions Au diable vauvert, illustré par Boulet, 2015

### Romans et recueils de nouvelles
- Moi, Cthulhu (I, Cthulhu, 1987) - Publié en français en 2012 aux éditions La Clef d'Argent.
- De bons présages (Good Omens, 1990), en collaboration avec Terry Pratchett - Publié en français en 1995 aux éditions J'ai lu et réédité en 2002 aux éditions Au diable vauvert.
- Neverwhere (Neverwhere, 1996) - Publié en français en 1998 aux éditions J'ai lu et réédité en 2010 aux éditions Au diable vauvert. Ce roman, dérivé d'une série pour la télévision britannique, a été adapté en 2007 en bande dessinée par Mike Carey et Glenn Fabry chez DC Comics dans la collection Vertigo, traduite en français en 2008 et parue chez Panini France.
- Miroirs et fumée (Smoke and Mirrors, 1998) - Publié en français en 2000 aux éditions Au diable vauvert et réédité en 2003 aux éditions J'ai lu. Recueil de nouvelles de styles très différents, traitant de thèmes classiques de la littérature fantastique (dont des hommages à H. P. Lovecraft, Michael Moorcock…).
- Stardust (Stardust, 1999) - Publié en français en 2001 aux éditions J'ai lu et réédité en 2007 aux éditions Au diable vauvert. Ce roman a été décliné en version cinématographique en 2007 (avec Charles Vess).
- American Gods (American Gods, 2001) - Publié en français en 2002 aux éditions Au diable vauvert et réédité en 2004 aux éditions J'ai lu. Prix Hugo 2002
- Coraline (Coraline, 2002) - Publié en français en 2003 aux Éditions Albin Michel Jeunesse - Prix Hugo du meilleur roman court 2003 ; prix Nebula du meilleur roman court 2003. Adapté au cinéma en 2009 par Henry Selick.
- Anansi Boys (Anansi Boys, 2006) - Publié en français en 2006 aux éditions Au diable vauvert et réédité en 2008 aux éditions J'ai lu.
- Des choses fragiles (Fragile Things, 2006) - Publié en français en 2009 aux éditions Au diable vauvert et réédité en 2010 aux éditions J'ai lu. Recueil de nouvelles plus un roman court (Le Monarque de la vallée) traitant du héros de American Gods, Ombre, dont l'histoire se déroule entre American Gods et Anansi Boys.
- Entremonde (InterWorld, 2007) - Publié en français en 2010 aux éditions Au diable vauvert.
- L'Étrange Vie de Nobody Owens (The Graveyard Book, 2008) - Publié en français en 2009 aux éditions Albin Michel Jeunesse. Roman pour la jeunesse qui remporte en 2009 la médaille Newbery (prestigieux prix américain pour une œuvre de fiction jeunesse) et le prix Hugo[23]. Il remporte également en 2010 la médaille Carnegie (prestigieux prix anglais pour une œuvre de fiction jeunesse), devenant ainsi le premier ouvrage à remporter les médailles Newberry et Carnegie.
- Odd et les Géants de glace (Odd and the Frost Giants, 2008) - Publié en français en 2010 aux éditions Albin Michel Jeunesse.
- The Truth Is a Cave in the Black Mountains, 2010 - Prix Shirley-Jackson 2010 et prix Locus de la meilleure nouvelle longue 2011 (traduit en français sous le titre « La vérité est une caverne dans les montagnes noires... » et publié dans le recueil Signal d'alerte).
- The Silver Dream, 2013 - Suite de Entremonde
- L'Océan au bout du chemin (The Ocean at the End of the Lane, 2013) - Publié en français en 2014 aux éditions Au diable vauvert - Prix Locus du meilleur roman de fantasy 2014.
- Par bonheur, le lait (Fortunately, the Milk, 2013) - Publié en français en 2015 aux éditions Au diable vauvert, illustré par Boulet.
- La Belle et le Fuseau (The Sleeper and the Spindle, 2014) - Publié en français en 2015 aux éditions Albin Michel Jeunesse avec des illustrations de Chris Riddell puis dans le recueil Signal d'alerte.
- Signal d'alerte (Trigger Warning: Short Fictions and Disturbances, 2015) - Publié en français en 2018 aux éditions Au diable vauvert. Recueil de nouvelles. Prix Locus du meilleur recueil de nouvelles 2016.
- Eternity's Wheel, 2015 - Suite de The Silver Dream.
- Le Monarque de la vallée (The Monarch of the Glen, 2016) - Publié en français en 2017 aux éditions Au diable vauvert. Ce roman court a déjà été publié dans l'anthologie Légendes de la fantasy de Robert Silverberg puis dans le recueil Des choses fragiles.
- Le Dogue noir (Black Dog, 2016) - Publié en français en 2018 aux éditions Au diable vauvert et dans le recueil Signal d'alerte.
- La Mythologie viking (Norse Mythology, 2017) - Publié en français en 2017 aux éditions Au diable vauvert - Recueil de nouvelles.

### Nouvelles
- Comment le marquis a récupéré son manteau, Pygmalion, 2018 (How the Marquis Got His Coat Back, 2014), fantasy, trad. Benjamin Kuntzer  (ISBN 978-2-7564-2385-2)Publié dans l'anthologie Vauriens, contenant 21 nouvelles, présentée par George R. R. Martin et Gardner Dozois

### Albums pour enfant
- Tchi le panda (Chu's Day, 2013), dessin d'Adam Rex, Albin Michel, 2014.
- Tchi à l'école (Chu's First Day of School, 2014), dessin d'Adam Rex, Albin Michel, 2015.
- Tchi à la plage (Chu's Day at the beach, 2016), dessin d'Adam Rex, Albin Michel, 2016.

### Cinéma
Source
- 1999 : participation à l'adaptation du film Princesse Mononoké (Princesse Mononokè) [25]
- 2005 : Mirrormask (Mirrormask) - scénario
- 2007 : Stardust, le mystère de l'étoile (Stardust), producteur
- 2007 : La Légende de Beowulf de Robert Zemeckis - coauteur du scénario avec Roger Avary
- 2009 : Coraline (Coraline) - pas de participation

### Télévision
Source
- Adaptation de romans et comics pour la télévision
  - 1996 : Neverwhere, série télévisée, scénario
  - 2016-2021 : Lucifer, série créée par Tom Kapinos et produit par Jerry Bruckheimer.
  - 2017-2021 : American Gods par FremantleMedia[26]
  - Depuis 2019 : Good Omens, série réalisée par Douglas MacKinnon (en), scénario adapté par Neil Gaiman[27]
  - Depuis 2022 : Sandman, série réalisée par Allan Heinberg[28]
  - Depuis 2024 : Dead Boy Detectives, série réalisée par Steve Yockey
  - À venir : Anansi Boys par la société Red Production Company (en)[29] pour diffusion sur la chaîne BBC au format mini-série[30]

- Épisodes de séries télévisées
  - Babylon 5, saison 5, épisode 11, Le Jour des morts (Day of the Dead) - série télévisée, scénario.
  - Doctor Who, L'Âme du TARDIS, saison 6, épisode 4, scénario
  - Les Simpson, Le Coup du bouquin, saison 23, épisode 6, apparition
  - Doctor Who, Le Cyberplanificateur, saison 7, épisode 12, scénario
  - The Big Bang Theory, La Comète de la discorde, saison 11, épisode 21, apparitions

### Autres
- Pourquoi notre futur dépend des bibliothèques, de la lecture et de l’imagination : une conférence sur le devoir de chaque citoyen d'exercer son imagination et de pourvoir à ce que les autres exercent la leur. Trad. de l'anglais par Patrick Maurel. - Au diable vauvert, 2014.
- Pas de panique ! - Douglas Adams et le Guide du voyageur galactique (Don't panic - Douglas Adams and the Hitchhiker's Guide to the Galaxy, 2002) - Publié en français en 2004 aux éditions Folio SF. Histoire de la création du Guide du voyageur galactique, feuilleton radiophonique, puis livre et série télévisée en Angleterre, écrit par Douglas Adams.
- Who Killed Amanda Palmer: A Collection of Photographic Evidence par Amanda Palmer et Neil Gaiman, Eight Foot Music, juillet 2009.
- L'art compte : Parce que votre imagination peut changer le monde (Art Matters: Because Your Imagination Can Change the World, 2018) - Publié en français en 2020 aux éditions Au diable vauvert
- Vu des pop cultures : Essais, discours et textes choisis (The View from the Cheap Seats: Selected Nonfiction, 2016)  - Publié en français en 2022 aux éditions Au diable vauvert.

## Récompenses
- Prix Adamson du meilleur auteur international 1993 pour l'ensemble de son œuvre

- Festival d'Angoulême
  - Prix du scénario 2004 pour La Saison des brumes

- Prix humanitaire Bob-Clampett 2000

- Prix Bram-Stoker
  - Meilleur récit illustré 1999 pour  Les Chasseurs de rêves
  - Meilleur roman 2001 pour American Gods
  - Meilleur roman pour jeunes adultes 2002 pour Coraline
  - Meilleur récit illustré 2003 pour Nuits éternelles

- Prix British Fantasy
  - Meilleur roman 2006 pour Anansi Boys
  - Meilleur recueil de nouvelles 2007 pour Des choses fragiles
  - Meilleur comics ou roman graphique 2010 pour Batman : qu'est-il arrivé au chevalier noir ?'

- Prix British Science Fiction
  - Meilleure fiction courte 2002 pour Coraline
  - Meilleure fiction courte 2003 pour Des loups dans les murs

- Prix Eisner
  - Meilleure série 1991 pour Sandman
  - Meilleur recueil 1991 pour Sandman : La Maison de poupée
  - Meilleur scénariste 1991 pour Sandman
  - Meilleure série 1992 pour Sandman
  - Meilleur histoire ou numéro 1992 pour Sandman : La Saison des brumes (avec Kelley Jones)
  - Meilleur scénariste 1992 pour Sandman, The Books of Magic et Miracleman
  - Meilleure série 1993 pour Sandman
  - Meilleur album 1993 pour Signal / Bruit (avec Dave McKean)
  - Meilleur scénariste 1993 pour Sandman et Miracleman
  - Meilleur scénariste 1994 pour Sandman
  - Meilleur livre sur la bande dessinée 2000 pour Les Chasseurs de rêves (avec Yoshitaka Amano)
  - Meilleure histoire courte 2004 pour « Death », dans Sandman : Nuits éternelles (avec P. Craig Russell)
  - Meilleur projet patrimonial 2007 pour Absolute Sandman, vol. 1
  - Meilleure publication pour adolescents 2009 pour l'adaptation par P. Craig Russell de Coraline
  - Meilleur adaptation en 2020 pour Snow, Glass, Apples (en) (avec Colleen Doran)[31]
  - Inscrit au temple de la renommée Will Eisner en 2021[32]
  - Meilleure adaptation en 2023 pour Chivalry (avec Colleen Doran)[33]

- Prix Harvey
  - Meilleur scénariste en 1991 et 1992 pour Sandman
  - Meilleure série en 1993 pour Sandman

- Prix Haxtur
  - Meilleure histoire courte 1993 pour Sandman : La Saison des brumes, chap. 4
  - Meilleur scénario 1994 pour La vie n'a pas de prix
  - Meilleur scénario et prix du finaliste ayant reçu le plus de votes 1995 pour The Children's Crusade

- Prix Hugo
  - Meilleur roman 2002 pour American Gods
  - Meilleur roman court 2003 pour Coraline
  - Meilleure nouvelle courte 2004 pour Une étude en vert
  - Meilleur roman 2009 pour L'Étrange Vie de Nobody Owens
  - Meilleure série ou court-métrage 2012 pour l'écriture de l'épisode L'Âme du TARDIS de Doctor Who
  - Meilleure histoire graphique 2016 pour Sandman : Ouverture (en)

- Prix Locus
  - Meilleur roman de fantasy 2002 pour American Gods
  - Meilleur roman pour jeunes adultes 2003 pour Coraline
  - Meilleure nouvelle courte 2003 pour La Présidence d'octobre
  - Meilleure nouvelle longue 2004 pour Une étude en vert
  - Meilleure nouvelle courte 2004 pour L'Heure de la fermeture
  - Meilleure nouvelle courte 2005 pour Les Épouses interdites des esclaves sans visages dans le manoir secret de la nuit du désir
  - Meilleur roman de fantasy 2006 pour Anansi Boys
  - Meilleure nouvelle courte 2006 pour L'Oiseau-soleil
  - Meilleur recueil de nouvelles 2007 pour Des choses fragiles
  - Meilleure nouvelle courte 2007 pour Comment parler aux filles pendant les fêtes
  - Meilleure nouvelle longue 2008 pour The Witch's Headstone
  - Meilleur roman pour jeunes adultes 2009 pour L'Étrange Vie de Nobody Owens
  - Meilleur livre non-fictif ou meilleur livre d'art 2009 pour Coraline: The Graphic Novel
  - Meilleure nouvelle courte 2010 pour Invocation de l'incuriosité
  - Meilleure nouvelle longue 2011 pour « La vérité est une caverne dans les montagnes noires... »
  - Meilleure nouvelle courte 2011 pour Le Problème avec Cassandra
  - Meilleure nouvelle courte 2012 pour L'Affaire de la mort et du miel
  - Meilleur roman de fantasy 2014 pour L'Océan au bout du chemin
  - Meilleure nouvelle longue 2014 pour La Belle et le Fuseau
  - Meilleur recueil de nouvelles 2016 pour Signal d'alerte
  - Meilleure nouvelle longue 2016 pour Le Dogue noir

- Prix Max et Moritz
  - Prix Max et Moritz 1998 du meilleur scénariste international

- Prix Mythopoeic
  - Meilleur écrit de fantasy destiné aux adultes 1999 pour Stardust
  - Meilleur écrit de fantasy destiné aux adultes 2006 pour Anansi Boys

- Prix Nebula
  - Meilleur roman 2002 pour American Gods
  - Meilleur roman court 2003 pour Coraline
  - Prix Ray-Bradbury 2011 pour l'écriture de l'épisode L'Âme du TARDIS de Doctor Who

- Prix Rhysling (en)
  - Meilleur poème long 2018 pour The Mushroom Hunters

- Prix Shirley-Jackson
  - Meilleure nouvelle longue 2010 pour « La vérité est une caverne dans les montagnes noires... »

- Prix Sproing
- 1996 : prix Sproing de la meilleure bande dessinée étrangère pour Sandman : La Maison de poupée

- Prix World Fantasy
  - Meilleure nouvelle 1991 pour Songe d'une nuit d'été

- Prix de l'Enseignement 41 pour le jeune Public avec le Jour ou j'ai échangé mon père contre deux poissons rouges